# Система відліку
Систе́ма ві́дліку — це фізичне тіло або набір тіл, відносно яких розглядається положення і рух інших тіл, система координат і синхронізовані годинники, що відраховують час. Одне з фундаментальних понять у фізиці. Якщо два тіла, з якими пов'язані різні системи відліку, рухаються одне відносно одного повільно, тривалість процесів і лінійні відстані між точками не залежать від того, яку з систем відліку ми оберемо, проте у випадку, якщо ці швидкості наближаються до швидкості світла, довжини і тривалості можуть змінюватися при переході з однієї системи в іншу.

## Способи задання системи відліку

### Векторний спосіб
Тут система відліку — це деяка фіксована точка простору О, прив'язана до деякого фізичного об'єкта, що називається тілом відліку. Положення іншої матеріальної точки в такому випадку задається вектором r, що починається в точці О і закінчується у точці, що нас цікавить. Такий вектор називають радіус-вектором.
Якщо за період {\displaystyle \Delta t} вектор положення точки змінився з r0 на r1, то вектор {\displaystyle \Delta \mathbf {r} =\mathbf {r_{1}} -\mathbf {r_{0}} } називається вектором переміщення. А величина {\displaystyle \langle \mathbf {v} \rangle ={\frac {\Delta \mathbf {r} }{\Delta t}}} називається середнім вектором швидкості за час {\displaystyle \Delta t}. Якщо {\displaystyle \Delta t\to 0}, ця величина називається моментальною швидкістю: {\displaystyle \mathbf {v} ={\frac {d\mathbf {r} }{dt}}}. Скалярна швидкість дорівнює довжині цього вектора. Аналогічно можна визначити прискорення як {\displaystyle \mathbf {a} ={\frac {d\mathbf {v} }{dt}}}.

### Координатний спосіб
Тут система відліку включає, окрім початкової точки, деяку тривимірну систему координат, що може бути декартовою, косокутною або криволінійною. У такому разі положення точки задається трьома числами, що їх у декартових координатах позначають як x, y і z. Отже, кожне з записаних вище рівнянь розпадається на три, відповідно до окремих координат. Наприклад:
{\displaystyle v_{x}={\frac {dx}{dt}}}
{\displaystyle v_{y}={\frac {dy}{dt}}}
{\displaystyle v_{z}={\frac {dz}{dt}}}
Модуль швидкості обчислюється як:
{\displaystyle v={\sqrt {v_{x}^{2}+v_{y}^{2}+v_{z}^{2}}}}

## Інерційні та неінерційні системи відліку

### Ньютонівська механіка
Інерційна система відліку прив'язана до тіла, яке рухається без прискорення і без обертання. Згідно з першим законом Ньютона, таким чином рухається тіло, на яке не діють ніякі зовнішні сили. Інерційні системи відліку мають значні переваги перед неінерційними, оскільки у них закони механіки є значно простішими.
Існує нескінченна кількість систем відліку, що рухаються одна відносно одної рівномірно і прямолінійно у різних напрямках.
У неінерційних системах, що прив'язані до тіл, що рухаються з прискоренням, у рівняннях руху з'являються фіктивні сили або сили інерції, що не пов'язані ні з якою реальною взаємодією, а лише з вибором системи відліку. Такими силами є, наприклад, відцентрова сила, сила Коріоліса, або сили, які ми відчуваємо у транспорті при розгоні або гальмуванні.
Хоча у ньютонівській механіці усі інерційні системи відліку є рівноправними (цей постулат називається принципом відносності Галілея), до 20 століття вважалося, що існує особлива, «справжня» система відліку, пов'язана з самим простором (або навіть з Богом). Таку система відліку називали абсолютною системою відліку. Зазвичай її прив'язували до ефіру — гіпотетичного середовища, що заповнює весь Всесвіт. Інший спосіб визначити абсолютну систему відліку запропонував Мах: він вважав, що густина матерії у Всесвіті зменшується при віддаленні від деякої точки, тобто, що у Всесвіту є центр мас. Систему відліку, пов'язану з ним, Мах і вважав абсолютною.
У 20 столітті, після створення спеціальної теорії відносності, стало зрозуміло, що концепт абсолютної системи відліку не має сенсу — її не існує, як не існує і ефіру. Нескінченність Всесвіту унеможливила і інтерпретацію Маха.

### Загальна теорія відносності
У ЗТВ вводиться поняття локально інерціальної системи відліку, що пов'язана з тілом, що знаходиться у стані вільного падіння. У такій системі відліку гравітацією можна повністю знехтувати, і усі тіла рухаються рівномірно і прямолінійно . Проте такі властивості система буде мати лише якщо використовувати її на обмеженій ділянці простору-часу. Для будь-яких віддалених точок у гравітаційному полі, тіла що знаходяться у цих точках зазнають дії припливних сил. Розміри локально інерційної системи відліку залежать від необхідної точності вимірювань і кривини простору-часу. Наприклад, локально інерційна система відліку, прив'язана до тіла, що падає у гравітаційному полі Землі, може використовуватися в області простору-часу 100 м×100 м×100 м×3 с, якщо допустима похибка вимірювання перевищує 1,7 мм.

## Перехід між системами відліку

### Перетворення Галілея
У класичній механіці координати у двох системах, одна з яких рухається зі швидкістю {\displaystyle \mathbf {V} } відносно іншої перетворюються за наступним законом:
{\displaystyle x'=x-V_{x}t}
{\displaystyle y'=y-V_{y}t}
{\displaystyle z'=z-V_{z}t}
{\displaystyle t'=t}
Ці рівняння називаються перетвореннями Галілея.
Відповідно, якщо тіло має швидкість {\displaystyle \mathbf {v} '} і прискорення {\displaystyle \mathbf {a} '}, у системі відліку {\displaystyle K'}, що рухається прямолінійно відносно іншої системи відліку {\displaystyle K} зі швидкістю {\displaystyle \mathbf {V} } і прискоренням {\displaystyle \mathbf {A} }, швидкість тіла у системі дорівнюватиме:
{\displaystyle \mathbf {v} =\mathbf {v} '+\mathbf {V} }
а прискорення
{\displaystyle \mathbf {a} =\mathbf {a} '+\mathbf {A} }
Тобто, наприклад, якщо ми заміряємо швидкість тіла у потязі, що їде, швидкість тіла відносно Землі дорівнює векторній сумі виміряної швидкості тіла і швидкості самого потягу.
У випадку, якщо система {\displaystyle K'} обертається з кутовою частотою {\displaystyle \omega } відносно нерухомої (відносно першої системи) осі (обертова система відліку), то перетворення набувають вигляду (за умови, що початкові точки відліку обох систем збігаються, тобто, радіус-вектори усіх точок однакові в обох системах):
{\displaystyle \mathbf {v} =\mathbf {v} '+[\mathbf {\omega } \mathbf {r} ]}
{\displaystyle \mathbf {a} =\mathbf {a} '+2[\mathbf {\omega } \mathbf {v} ']+[\mathbf {\omega } [\mathbf {\omega } \mathbf {r} ]]}
у рівнянні для перетворення прискорення другий доданок називається прискоренням Коріоліса а третій — відцентровим прискоренням.
Лінійні відстані між точками а також проміжки часу між подіями у класичній механіці ніяк не залежать від вибору системи відліку.

### Перетворення Лоренца
У релятивістській механіці, координати перетворюються за більш складним законом (при русі вздовж координати х зі швидкістю V):
{\displaystyle {\begin{aligned}t'&=\gamma \left(t-{\frac {Vx}{c^{2}}}\right)\\x'&=\gamma \left(x-Vt\right)\\y'&=y\\z'&=z\end{aligned}}}
де {\displaystyle c} — швидкість світла, а {\displaystyle \gamma } — фактор Лоренца:
{\displaystyle \gamma ={\sqrt {1-{\frac {V^{2}}{c^{2}}}}}}
Тобто, у СТВ відстані між точками і тривалість часових інтервалів — не є інваріантами, а змінюються залежно від вибору системи відліку. Одночасність також є відносним поняттям — події, що відбулися в один і той самий момент у одній системі відліку, можуть відбутися в різні моменти часу, якщо перейти в іншу систему. Інваріантами є лише інтервали між двома подіями у просторі-часі:
{\displaystyle s_{12}^{2}=t_{12}^{2}c^{2}-x_{12}^{2}-y_{12}^{2}-z_{12}^{2}},
де {\displaystyle t_{12},x_{12},y_{12},z_{12}} — час між двома подіями а також відстань між ними у просторі
У випадку малих швидкостей перетворення Лоренца сходяться до перетворень Галілея (або ж, що те саме, перетворюються на них якщо прийняти швидкість світла нескінченною).
Швидкості у цьому випадку перетворюються за законом:
{\displaystyle v_{x}'=v_{x}{\frac {v_{x}-V}{1-v_{x}V/c^{2}}}}
{\displaystyle v_{y}'=v_{y}{\frac {1-V^{2}/c^{2}}{1-v_{x}V/c^{2}}}}
{\displaystyle v_{z}'=v_{z}{\frac {1-V^{2}/c^{2}}{1-v_{x}V/c^{2}}}}
Якщо {\displaystyle v_{x}^{2}+v_{y}^{2}+v_{z}^{2}=c^{2}}, то це рівняння буде виконуватися і при переході в будь-яку іншу систему відліку. Тобто, швидкість світла є однаковою для будь-якого спостерігача. Це твердження є одним з постулатів спеціальної теорії відносності.

## Деякі особливі системи відліку
Система відліку, пов'язана з Землею є зручною для багатьох повсякденних обчислень. Таку систему іноді називають геоцентричною. Вона може вважатися інерційною наближено, але якщо процеси, які досліджуються, мають велику протяжність у просторі або часі, обертання Землі має бути враховане. Першим продемонстрував це Леон Фуко у 1851 році. Він показав, що площина коливань довгого маятника (зараз таку систему називають маятником Фуко) поступово обертається з періодом 24 години. Зараз неінерційність геоцентричної системи відліку враховується в артилерії, ракетобудівництві, гіроскопічній техніці.
Для таких обчислень за інерційну приймають систему відліку, пов'язану з "нерухомими зірками" — за опорні точки для координатних осей приймаються три зорі. У астрономії при використанні такої системи початок координат прив'язують до Сонця. Така система відліку називається  геліоцентричною, і є інерційною з дуже великою точністю. 
Для опису зіткнення двох тіл зручною є система, прив'язана до центру мас цих двох тіл.